# Letnia Uniwersjada 1963

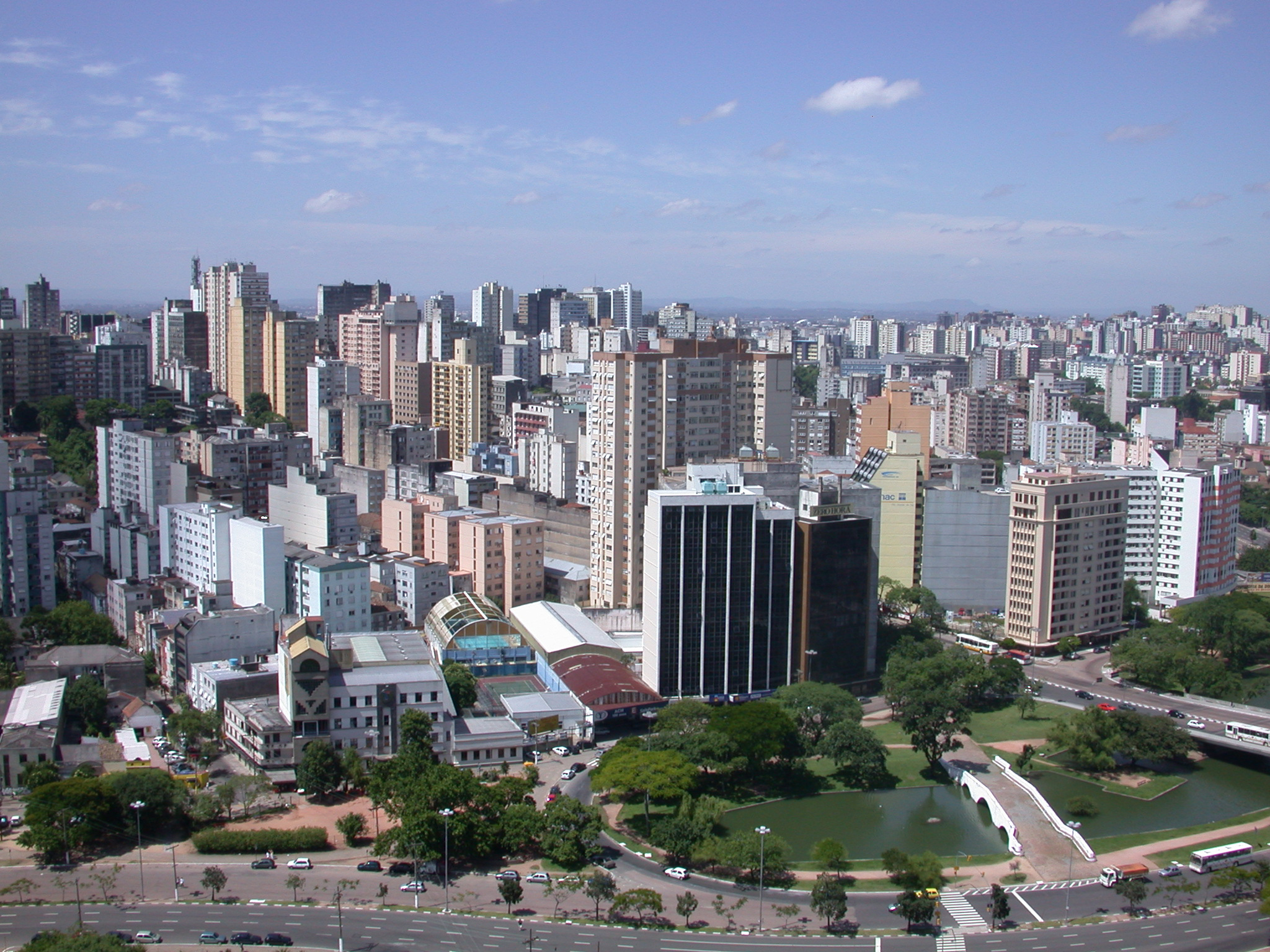
Porto Alegre

3. Letnia Uniwersjada – międzynarodowe zawody sportowców – studentów, które odbyły się w brazylijskim mieście Porto Alegre między 30 sierpnia, a 8 września 1963 roku. W imprezie uczestniczyło 713 sportowców z 27 krajów. Rywalizowali oni w 9 dyscyplinach.

## Dyscypliny

### Sporty obowiązkowe
| - Gimnastyka sportowa - Koszykówka - Lekkoatletyka | - Piłka wodna - Pływanie - Piłka siatkowa | - Szermierka - Tenis - Skoki do wody |
|                                                    |                                           |                                      |

## Polskie medale
Reprezentanci Polski zdobyli tylko 3 medale.

### Złoto
- Janusz Różycki, Ryszard Parulski, Adam Lisewski, Zbigniew Skrudlik – szermierka, drużyna florecistów
- Ryszard Parulski, Bohdan Gonsior, Adam Lisewski, Janusz Różycki, Zbigniew Skrudlik – szermierka, drużyna florecistów

### Srebro
- Zbigniew Skrudlik – szermierka, floret